# Tsai Wan-lin
Tsai Wan-lin (chiń. upr. 蔡万霖; chiń. trad. 蔡萬霖; pinyin Caì Wànlín; ur. 10 listopada 1924, zm. 27 września 2004) – finansista tajwański.
Pochodził z rodziny chłopskiej, pracę w biznesie rozpoczynał od sprzedaży warzyw i sosu sojowego. Nie uczęszczał do szkół. Doszedł (wraz z braćmi) do wielkiego majątku, w chwili jego śmierci ocenianego na 4,6 miliarda dolarów; figurował na 94. miejscu na liście najbogatszych osób na świecie (według magazynu "Forbes") i był najbogatszym mieszkańcem Tajwanu. Stworzył imperium finansowe, działające w bankowości oraz ubezpieczeniach; założył holding Grupa Lin Yuan (1979), w skład którego wchodzi m.in. Cathay Financial Holding. Był doradcą prezydenta Tajwanu Chen Shui-biana.
Prowadził także działalność charytatywną, ufundował m.in. Cathay General Hospital w Tajpej.